# Крейсери типу «Мінотавр» (1906)
Крейсери типу «Мінотавр» - були типом броньованих крейсерів, який складався з трьох кораблів побудованих в першому десятилітті ХХ століття для Королівського флоту. Це був останній тип броньованих крейсерів, побудованих для Королівського флоту, оскільки їх функції почали переважно виконувати лінійні крейсери. 

## Представники
| Назва                   | Верф                   | Закладений           | Спущений на воду     | Вступив у стрій      | Доля                                               |
| ----------------------- | ---------------------- | -------------------- | -------------------- | -------------------- | -------------------------------------------------- |
| «Мінотавр» HMS Minotaur | HM Dockyard, Devonport | 2 січня 1905         | 6 червня 1906        | 1 квітня 1908        | Зданий на злам у 1920 році                         |
| «Шеннон» HMS Shannon    | HM Dockyard, Chatham   | 2 січня 1905         | 20 вересня 1906      | 10 березня 1908      | Зданий на злам у 1920 році                         |
| «Дефенс» HMS Defence    | HM Dockyard, Pembroke  | 22 лютого 1905       | 24 квітня 1907       | 9 лютого 1909        | Потоплений 31 травня 1916 року в Ютландській битві |
| «Ораєн» HMS Orion       | замовлення скасоване   | замовлення скасоване | замовлення скасоване | замовлення скасоване | замовлення скасоване                               |

## Історія служби
Спочатку вони служили у Домашньому флоті, переважно, флагманами крейсерських ескадр. «Мінотавр» став флагманом Китайської станції в 1910 році, а «Дефенс» служив флагманом Першої крейсерської ескадри у Середземному морі з 1912 року. «Шеннон» залишився у водах метрополії, де діяв як флагман кількох різних ескадр.
Коли в серпні 1914 року розпочалася Перша світова війна, «Дефенс» брав участь у переслідуванні німецьких кораблів «Гебен» та «Бреслау», а «Мінотавр» полював на  Східно-азійську крейсерську ескадру та німецьких рейдерів у Тихому та Індійському океанах. «Шеннон» залишався у складі Великого флоту, колишнього Домашнього, на всю війну. Всі троє були брали участь у Ютландській битві в травні 1916 року. У ній «Дефенс» був потоплений з втратою всього екіпажу. Пара крейсерів, що уціліла, більшу частину війни була приписана до Північного патруля, у складі якого безуспішно шукала німецькі військові кораблі та торгових рейдерів. Вони були утилізовані після війни.